# Accelerando
Accelerando (wł. przyspieszając) – w notacji muzycznej oznaczenie przyspieszenia tempa. Przyspieszenie następuje stopniowo na przestrzeni jednego lub kilku taktów. Powrót do oryginalnego tempa może nastąpić przez stopniowe zwalnianie ritardando lub raptownie po znaku a tempo.